# Liam Coen
Liam Patrick Coen (Warwick, 8 novembre 1985) è un allenatore di football americano statunitense che svolge il ruolo di capo-allenatore dei Jacksonville Jaguars della National Football League (NFL).

## Carriera

### Primi anni
Coen iniziò l'espezienza da allenatore all'Università Brown occupandosi dei quarterback nel 2010 e poi dal 2012 al 2013. Nel 2011 lavorò all'Università del Rhode Island come coordinatore del gioco sui passaggi e allenatore dei quarterback. Nel 2014 passò alla sua alma mater a UMass come coordinatore del gioco sui passaggi e allenatore dei quarterback. Nel 2016 fu assunto dall'Università del Maine come coordinatore offensivo, dove incorporò schemi appresi a UMass da Mark Whipple.

### Los Angeles Rams
Nel 2018 Coen debuttò nella NFL come assistente allenatore dei wide receiver dei Los Angeles Rams. Nel 2020 passò al ruolo di assistente allenatore dei quarterback.

### Kentucky
Coen fu nominato coordinatore coordinatore offensivo e allenatore dei quarterback di Kentucky il 15 dicembre 2020. Nella stagione successiva i Wildcats ebbero un record di 10-3, inclusa la vittoria per 20-17 su Iowa nel Citrus Bowl.

### Ritorno ai Los Angeles Rams
Il 21 febbraio 2022 Coen fu assunto come coordinatore offensivo dei Los Angeles Rams, sostituendo Kevin O'Connell che era passato ad allenare i Minnesota Vikings.

### Ritorno a Kentucky
Il 10 gennauio 2023 Coen fece ritorno nel vecchio ruolo di coordinatore offensivo e allenatore dei quarterback a Kentucky.

### Tampa Bay Buccaneers
Il 3 febbraio 2024 Coen passò ai Tampa Bay Buccaneers come coordinatore offensivo sotto la direzione del capo-allenatore Todd Bowles.

### Jacksonville Jaguars
Il 24 gennaio 2025 Coen fu assunto come capo-allenatore dei Jacksonville Jaguars.